# マンリー・カウンシル
マンリー・カウンシルは、オーストラリア・ニューサウスウェールズ州の地方公共団体で、シドニー都市圏に属する。街の東部をタスマン海、南部はシドニー湾に面し、湾口部の北岸に位置する。町の北部と西部は、ワーリンガー・カウンシルと接している。

## 人口動態
オーストラリア統計局に基づくと、2006年6月30日現在、39,214人が居住していた。この数字は、ニューサウスウェールズ州の地方公共団体のうちで57番目に大きい地方公共団体であった。

## 構成サバーブ
マンリー・カウンシルは、以下のサバーブで構成される。
- バルガウラー（Balgowlah）
- バルガウラー・ハイツ（Balgowlah Heights）
- クロンターフ （Clontarf）
- フェアライト （Fairlight）
- マンリー （Manly）
- シーフォース （Seaforth）

## 議会
マンリー・カウンシルの議会は、市長は9人によって構成される。任期は4年。市議会は1つの選挙区によって、構成され、市長は9人の議員の中から選出される。最新の議会選挙は、2012年9月8日に実施された。9議席のうち、5議席をオーストラリア自由党、2議席を市議会の独立団体であるManly independent、残りの2議席をオーストラリア緑の党と無所属で分け合う。市長は、自由党のJean Hay。

## 姉妹都市・友好都市
マンリー・カウンシルは、以下の都市と姉妹都市、友好都市を結んでいる。
- 台東区（日本、姉妹都市。1982年から[4]）
- 小田原市（日本、友好都市。1990年から[4]）
- 上海市静安区（中華人民共和国、姉妹都市。2000年から[4]）
- バース（イギリス、姉妹都市。1988年から[4]）
- 釜山広域市海雲台区（大韓民国、姉妹都市。1994年から現在活動は不活発[4]。）
- 釜山広域市影島区（大韓民国、友好都市。2009年から[4]）
- ガナダー・シャー（ニューサウスウェールズ州、友好都市。2008年から[4]）